# Faro de Lastres
El faro de Lastres está situado en la localidad de Luces, parroquia de Lastres, concejo de Colunga, Principado de Asturias (España), en la meseta del Cabo de Lastres.

## Historia
En funcionamiento desde 1994, es el último faro construido en Asturias. En septiembre de 2001, se instaló una nueva óptica, para conseguir la característica actual de 5 destellos blancos cada 25 segundos.
El faro se encuentra en un terreno de 1200 m² (metros cuadrados), cerrado con muro de piedra y alambrada metálica. Se trata de un edificio de mampostería de planta cuadrada, en el centro del cual nace una torre cilíndrica blanca. Está a una altura de 15 metros sobre el terreno, y a 117 m s. n. m. (metros sobre el nivel del mar).